# Данковцы
Данко́вцы (укр. Данківці) — село в Хотинской городской общине Днестровского района Черновицкой области Украины.
До 2020 года входило в Хотинский район
Население по переписи 2001 года составляло 1000 человек. Почтовый индекс — 60041. Телефонный код — 3731. Код КОАТУУ — 7325081601.

## Уроженцы
- Бурденюк, Георгий Гаврилович (1966—1985) — рядовой ВС СССР.